# Udler
Udler là một đô thị thuộc huyện Vulkaneifel, trong bang Rhineland-Palatinate, phía tây nước Đức. Đô thị này có diện tích 6,3 km², dân số thời điểm ngày 31 tháng 12 năm 2006 là 305 người.